# Phan Lạc Tuyên
Phan Lạc Tuyên (1930–2011) là một học giả danh tiếng về dân tộc học – tôn giáo học người Việt Nam. Ông cũng từng là một thành viên chủ chốt trong Đảo chính Việt Nam Cộng hòa 1960.

## Thân thế
Ông sinh năm 1930 tại làng Hữu Bằng, Thạch Thất, Sơn Tây.
Năm 1951, đang học năm 2 trường Luật Hà Nội, ông được trưng tập vào danh sách đào tạo Sĩ quan trừ bị khoá I Quân đội Quốc gia Việt Nam. Cùng khóa với ông, có nhiều sĩ quan trẻ, về sau trở thành các tướng lĩnh cao cấp của Quân lực Việt Nam Cộng hòa như Nguyễn Cao Kỳ, Nguyễn Đức Thắng, Bùi Đình Đạm, Nguyễn Bảo Trị, Chung Tấn Cang, Lê Nguyên Khang...
Đại úy Phan Lạc Tuyên, người chỉ huy quân sự số 3 trong cuộc đảo chính của Nguyễn Chánh Thi và Vương Văn Đông vào tháng 11/1960, sau đó đã trở thành người của Mặt trận Giải phóng.Trong cuộc đảo chính trên, ông dẫn vài đại đội Biệt động quân về Sài Gòn tham gia. Sau khi thất bại, ông lưu vong sang Campuchia. Tại đây ông đã được Mặt trận Giải phóng tiếp cận. Năm 1963, ông cùng nhóm Biệt động quân thân cận quay về căn cứ của Mặt trận. Ông sau này ra Bắc, đi học ở Ba Lan, trở thành Tiến sĩ sử học, nghiên cứu văn hóa và Phật học.